# 萨比尔·尼亚兹别科夫
萨比尔·比利亚洛维奇·尼亚兹别科夫,（俄语：Сабир Билялович Ниязбеков，1912年12月2日（格里历：12月15日）—1989年8月26日），哈萨克族，苏联党和国家领导人。曾任哈共西哈萨克斯坦州委第一书记、采利诺格勒州委第一书记、南哈萨克斯坦州委第一书记、阿拉木图州委第一书记、哈萨克苏维埃社会主义共和国最高苏维埃主席团主席等职。

## 生平
- 1912年12月2日（格里历：12月15日）出生于沙俄阿克莫林斯克州乌尔内克村的一个农民家庭，属哈萨克族中玉兹钦察部。
- 1928年-1929年，村委书记。
- 1929年-1930年，哈萨克自治苏维埃社会主义共和国阿克莫拉地区苏维埃执行委员会书记。
- 1930年-1931年，乌拉尔苏维埃党建学校学习。
- 1931年，共青团哈萨克自治苏维埃社会主义共和国卡拉干达州努林斯克区委员会执行书记。
- 1931年-1932年，共青团阿克莫拉州Kazstroymaterialy团委书记。
- 1932年，塞米巴拉金斯克劳工局监察员。
- 1932年-1934年，东哈萨克斯坦州石油厅厅长。
- 1934年-1935年， Kaztorg公司监察员。
- 1935年-1937年，苏联红军服役。
- 1937年-1938年，卡拉干达市档案馆馆长。
- 1938年-1941年，卡拉干达州文联主任，政治编辑。1939年加入联共（布）。
- 1941年-1943年，哈共（布）卡拉干达州委指导员、副主任、组织教学部部长。
- 1943年-1945年，联共（布）中央组织部高等党校学习。
- 1945年-1949年，哈共（布）科斯塔奈州委人事部党组书记。
- 1949年-1951年，哈共（布）科斯塔奈州委书记。
- 1951年-1954年，哈共（布）北哈萨克斯坦州委第二书记。
- 1954年-1956年，苏共中央高等党校学习。
- 1956年7月-1961年1月，哈共西哈萨克斯坦州委第一书记。
- 1960年12月-1961年5月，哈共采利诺格勒州（现阿克莫拉州）委第二书记。
- 1961年5月-1963年1月，哈共采利诺格勒州委第一书记。
- 1963年1月-1964年12月，哈共南哈萨克斯坦州委第一书记。
- 1964年12月-1965年4月，哈共阿拉木图州委第一书记。
- 1965年4月-1978年12月，哈萨克苏维埃社会主义共和国最高苏维埃主席团主席。
- 1978年12月起退休。
- 1989年8月26日于阿拉木图逝世，享年76岁。

尼亚兹别科夫是苏共21-25大代表，第23届中央候补委员，第24-25届中央委员；第6-9届苏联最高苏维埃民族院代表；第4-9届哈萨克苏维埃社会主义共和国最高苏维埃代表。

## 荣誉
- 三次列宁勋章
- 两次劳动红旗勋章
- 劳动英勇奖章